# Dušan Keketi (Fußballspieler)
Dušan Kéketi (* 24. März 1951 in Bratislava) ist ein ehemaliger tschechoslowakischer Fußballtorhüter.

## Karriere
Kéketi begann mit dem Fußballspielen bei Spoje Bratislava, 1967 wechselte er zu ČH Bratislava, zwei Jahre später verpflichtete Spartak Trnava den Torwart. In der Saison 1976/77 absolvierte er seinen Wehrdienst bei Dukla Banská Bystrica und kehrte anschließend nach Trnava zurück. Von 1983 bis 1996 spielte er für Austria Klagenfurt in der österreichischen Fußball-Bundesliga. 
Kéketi wurde 1971, 1972 und 1973 tschechoslowakischer Fußballmeister. 
Er gehörte zum Aufgebot der tschechoslowakischen Nationalmannschaft bei der Fußball-Europameisterschaft 1980 in Italien, bei der die Tschechoslowaken die Bronzemedaille gewannen. Insgesamt spielte er sieben Mal für sein Heimatland. 
Kéketi blieb in 135 Erstligaspielen ohne Gegentor und ist Gründungsmitglied der Torhütervereinigung Klub ligových brankářů.

## Funktionärskarriere
Kéketi leitete von 2003 bis 2007 das nationale Trainingszentrum NTC des slowakischen Fußballverbandes in Senec. Von Juli 2007 bis Februar 2008 war der ehemalige Torwart Generalmanager von Spartak Trnava. Zuvor hatte Kéketi als Torwarttrainer in Trnava, beim First Vienna FC sowie in Senec und Senica gearbeitet.

## Erfolge
- Dreifacher tschechoslowakischer Meister: 1971, 1972 und 1973